# Ленмузтрест
Ленмузтрест — краткое название ленинградской фабрики грампластинок Музтреста, который осуществлял руководство также и другими предприятиями в г. Ленинграде, например музыкальной фабрикой им. Луначарского. Ленмузтрест находился в ведении НКМП (Наркомместпрома — Народного комиссариата местной промышленности РСФСР). Фабрика располагалась на Васильевском острове, в историческом районе Чекуши по адресу Кожевенная линия, дом 23.

## История
Первые пластинки Фабрики граммофонных пластинок Ленмузтреста относятся к 1934— 35 годам. Они представляли репертуар, состоящий исключительно из переписей с пластинок западного производства. При фабрике имелась типография, которая печатала этикетки и конверты.
Согласно адресным справочникам «Весь Ленинград», в составе фабрики было три отдела: коммерческий, мельничный и техконтроля, лаборатория и четыре цеха: звукозаписывающий, механический, гальванический и прессовой. Управление располагалось на Пушкинской ул., дом 10, а позже переехало на Кожевенную линию, 23.
Начиная с 1936 года на фабрике появляется студия, обеспечившая возможность выпуска собственных записей. Её объёмы позволяли приглашать на запись симфонические оркестры, большие хоры. На студии записывались джазовые коллективы и известные эстрадные солисты (Леонид Утёсов, Изабелла Юрьева, Клавдия Шульженко и др.).
Репертуарные группы:

1	политические записи

4	романс 

6	песни народов мира и СССР 

7	опера 

8	оперетта 

9	патриотические записи 

11	эстрада 

12	записи для детей 

14	переписи с тонфильмов, песни из кинофильмов
Помимо оригинальных пластинок, на фабрике продолжали выпускаться переписи с западных пластинок, а также с пластинок Грампласттреста (ГПТ) и Московской экспериментальной фабрики, например записи Лидии Руслановой и Леонида Утёсова.
Деятельность фабрики прекратилась с началом Великой Отечественной войны летом 1941 года.